# Pachyta felix
Pachyta felix es una especie de escarabajo longicornio del género Pachyta, tribu Rhagiini, subfamilia Lepturinae. Fue descrita científicamente por Holzschuh en 2007.
La especie se mantiene activa durante el mes de junio.

## Descripción
Mide 17,6-20,3 milímetros de longitud.

## Distribución
Se distribuye por China.